# Selva de Doramas

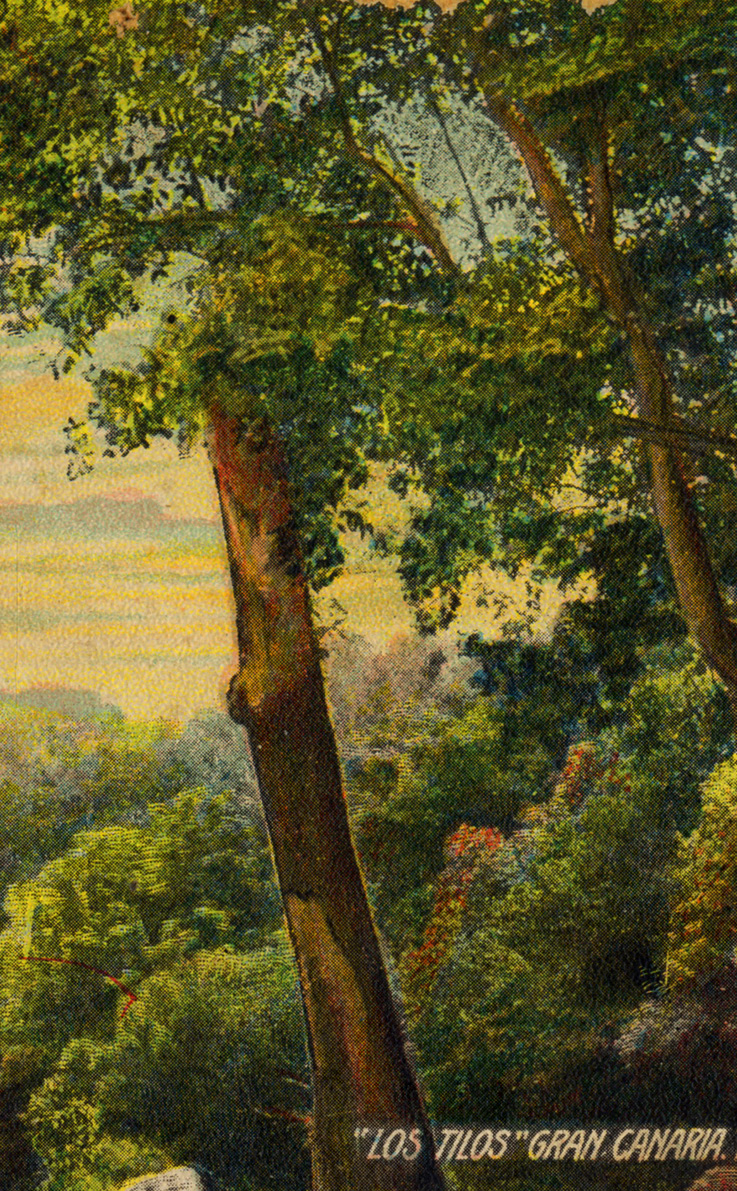
Estado de la Selva de Doramas (Los Tilos de Moya) en 1905.

La Selva de Doramas era una gran zona boscosa de laurisilva que cubría el norte de la isla de Gran Canaria, Canarias, España, célebre por su exuberancia vegetal y por ser la morada de uno de los aborígenes más importantes de la historia de Canarias: Doramas.
En la actualidad queda poco más de un 1 % de la extensión antigua de la selva de Doramas. Del área de distribución original sólo restan núcleos aislados, como los Tilos de Moya, el Brezal del Palmital, Barranco Oscuro o Barranco del Laurel en Osorio. En este último lugar, el Cabildo de Gran Canaria lleva a cabo desde hace años importantes tareas de repoblación forestal. 

## Características
Desde un punto de vista natural, dicha formación boscosa se nucleaba en torno a lo que se conoce como «laurisilva», un conjunto de especies vegetales que toman su nombre de uno de sus principales componentes: el laurel. Además de esta destacan, por su porte y frondosidad, especies como el barbusano, el palo blanco, el til, la faya o el viñátigo, entre otros. En la intrincada espesura del bosque de laurisilva conviven también numerosas especies vegetales de menor porte, como el bicácaro, símbolo vegetal de Canarias, así como numerosos animales, entre los que destacan aves como el pinzón de monte y la paloma rabiche.
En el caso concreto de la Selva de Doramas, numerosos historiadores a partir del siglo xvi ensalzaron la grandiosidad y riqueza de este bosque canario, que llegó a ser identificado con un verdadero paraíso terrenal.
En la toponimia actual de la zona se conserva el nombre de Montaña de Doramas (Moya), así como la denominación parque rural de Doramas, para una zona protegida en la que conviven zonas de cultivo semiabandonadas, pequeños núcleos boscosos y alguna construcción tradicional.

## Historia
Debe su nombre a que en ella tuvo su morada el aborigen canario Doramas, uno de los líderes de la resistencia aborigen a la conquista europea de la isla a finales del siglo xv.
Tras la conquista de Gran Canaria, el área original ocupada por la gran selva de Doramas empezó a verse reducida ante las demandas de madera de la nueva sociedad, especialmente para la construcción, la obtención de leña y para el mantenimiento de la incipiente industria azucarera. Poco a poco, amplias zonas del bosque fueron sometidas a repartimiento.
Aunque una buena parte del bosque, situado en las inmediaciones de lo que hoy son los municipios de Moya, Guía y Firgas, iba a ser destinado a terreno comunal, lo cierto es que poco a poco fue acabando en manos privadas, lo que causó una sistemática destrucción del ecosistema primitivo. A partir del siglo xviii, y especialmente en el xix, se produjeron importantes repartos de tierras, aguas y bienes naturales, según refiere Antonio Santana Santana en su estudio Historia del Bosque de Doramas. La situación crítica llega a principios del xix, cuando la necesidad de tierras de cultivo hizo que, entre 1804 y 1807, más de un centenar de vecinos de esos municipios se repartieron 137 suertes de tierras cubiertas de bosque, situación que se volvió a repetir, con mucha mayor intensidad, en 1812. 
Después vino otro periodo de relativo olvido, pero con infructuosos intentos de la administración por conservar y regenerar una parte de aquel idílico lugar. A principios del siglo xx, la situación era tan crítica que numerosos intelectuales, entre los que se encontraba el ecologista canario Francisco González Díaz, iniciaron una campaña para recuperar la riqueza forestal de la zona.

## La selva de Doramas en la literatura

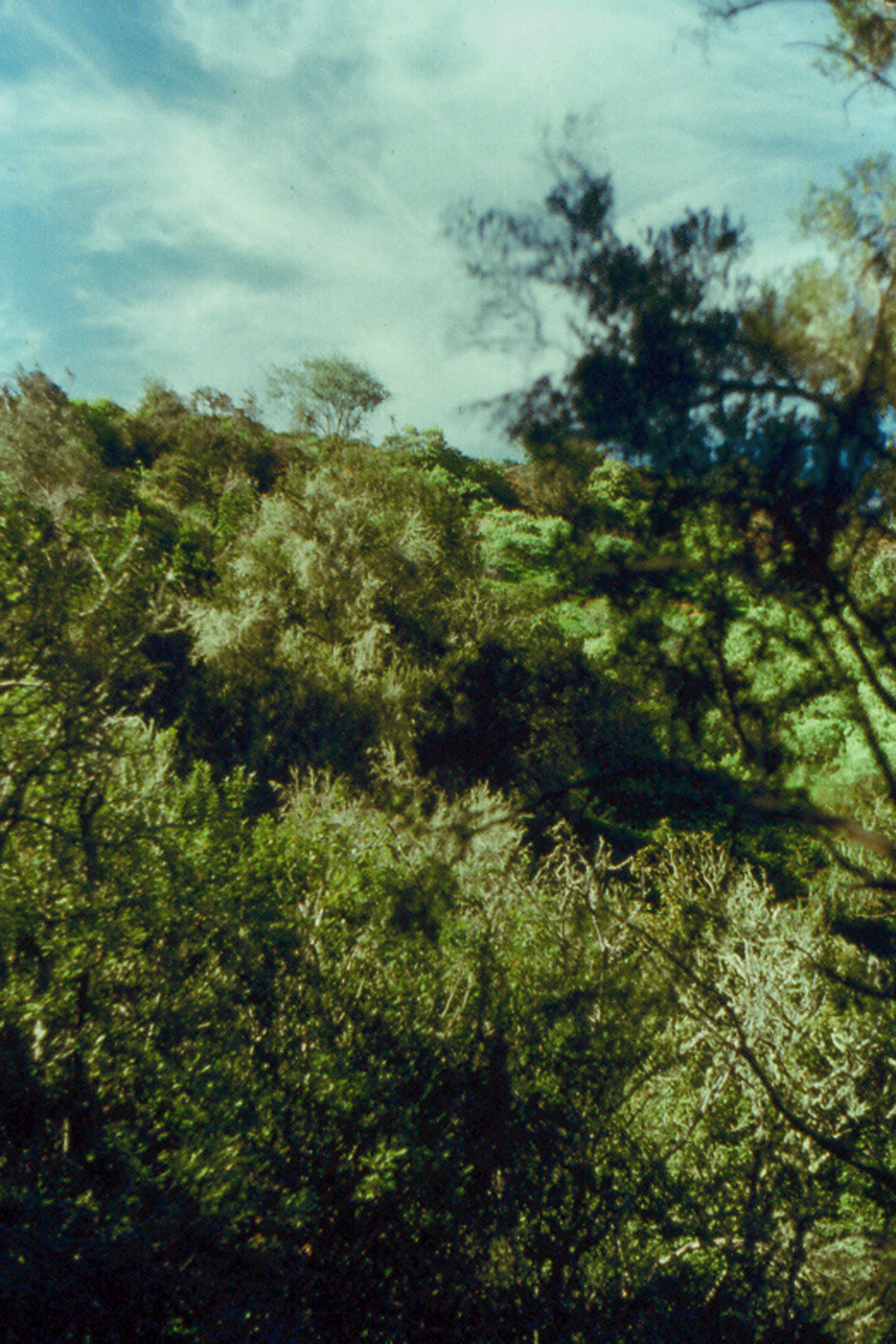
Tilos de Moya en 1985.

La literatura ha sido la encargada de dar carta de naturaleza estética y de mitificar este espacio histórico a lo largo de los tiempos. El primer autor que nombra las excelencias de ese espacio natural es Bartolomé Cairasco de Figueroa (1538−1610), quien ya en su obra Comedia del recibimiento (1582) hace una descripción poética en versos esdrújulos que ha marcado el sentir de numerosos poetas posteriores. Allí se define por primera vez ese espacio desde un punto de vista poético:

Éste es el bosque umbrífero

que de Doramas tiene el nombre célebre,

y aquéstos son los árboles

que frisan ya con los del monte Líbano,

y las palmas altísimas,

mucho más que de Egipto las pirámides…

Cairasco se referirá a las excelencias de este paraje en otras obras suyas como el Templo Militante (1602−1614) o la traducción de la Jerusalem Libertada, de Torcuato Tasso.
Sin embargo, a medida que la tala va reduciendo el bosque a la mínima expresión, los poetas canarios irán modificando su discurso hasta hacerlo más pesimista, casi elegiaco. En esa línea se encuentran escritores como José Viera y Clavijo, Graciliano Afonso (que en su poema “El harpa” ya se refiere a una tala explícita) y Rafael Bento y Travieso. Otros autores del XIX tratan también el tema, como ha estudiado con detalle el escritor Andrés Sánchez Robayna.
En el siglo XX el principal cantor del bosque es el poeta Tomás Morales, que en la composición Tarde en la Selva se lamenta de la desaparición física de ese espacio, así como de la pérdida de sus señas de identidad:

''¡Es el hacha! Es el golpe de su oficiar violento

que, bruscamente, llega, desolador y cruento,

de la entraña del bosque, donde un tilo sombroso

yergue su soberana magnitud de coloso...